# بوتكو إيفان إيفانوفيتش
بوتكو إيفان إيفانوفيتش هو رسام وفنان جرافيكي سوفيتي أوكراني؛ عضو اتحاد الفنانين في الاتحاد السوفييتي منذ عام 1949.

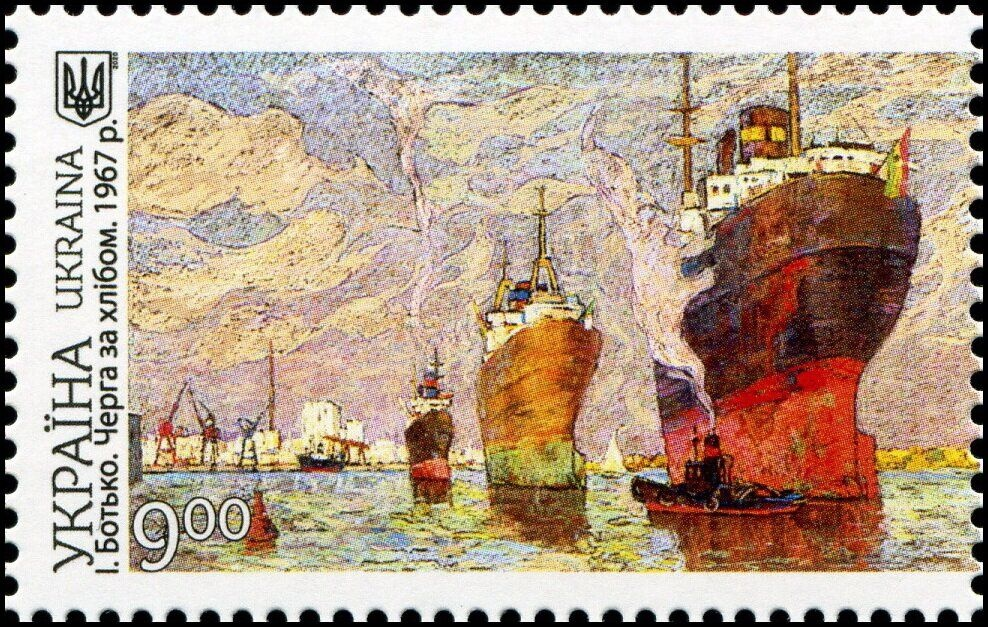
صورة الطابع الذي يحمل لوحته "طابور الخبز".

في عام 2020، أصدر هيئة البريد الأوكراني، ضمن سلسلة "جمال وعظمة أوكرانيا. مقاطعة خيرسون"، طابعًا بريديًا يحمل صورة "إيفان بوتكو. طابور الخبز. 1967"، والذي يتضمن نسخة طبق الأصل من لوحة للرسام إيفان بوتكو من مجموعة متحف خيرسون للفنون. كما طبعت نسخة طبق الأصل من اللوحة على البطاقات البريدية. طرحت الطوابع والبطاقات البريدية للبيع في 20 أغسطس 2020.